# Remington Модель R-25
Remington Модель R-25 самозарядна гвинтівка з відведенням порохових газів виробництва компанії Remington Arms. R-25 є спробою компанії Remington приєднатися до ринку гвинтівок типу AR. Гвинтівка має вільно плаваючий рифлений ствол із хромомолібдену і створений за зразком класичної AR-10. Гвинтівка не має вбудованих механічних прицілів, натомість має рейку Пікатінні, яка встановлена на ствольній коробці, що дозволяє монтувати оптичні приціли або інші прицільні системи. В першу чергу R-25 рекламують як мисливську зброю, а тому зазвичай вона розфарбована в камуфляж Mossy Oak.